# Ziggy (Elefant)
Ziggy (geboren um 1917; gestorben am 27. oder 28. Oktober 1975) war ein Asiatischer Elefant. Zum Zeitpunkt seines Todes galt er als der wahrscheinlich größte und älteste Asiatische Elefant, der in den USA gehalten wurde. Er wog damals etwa 13000 Pfund und war zehn Fuß hoch.

## Leben
Wann genau Ziggy, der zunächst Herman genannt wurde, geboren wurde, ist unbekannt. Als Jungtier wurde er eingefangen und in die USA verschifft, wo er in den Besitz von Ringling Brothers und Barnum and Bailey gelangte. Diese verkauften den Elefanten im Jahr 1922 an Florenz Ziegfeld, nach dem er später benannt wurde. Ziegfeld schenkte das Elefantenkalb seiner Tochter Patricia zum sechsten Geburtstag, musste aber bald feststellen, dass Ziggy als Haustier nicht geeignet war, und gab ihn an die Schausteller zurück. Ziggy kam dann in die Hände Leopold von Singers, der ihn unter der Obhut des kleinwüchsigen Trainers Captain Charlie Becker und eines weiteren, normalwüchsigen Trainers mit seinen Singer’s Midgets auftreten ließ und 1927 an den Zoo in Leipzig weitergab, von wo er ihn ein Jahr später wieder mit auf Tour nahm. Ziggy lernte bei Singer’s Midgets, ein Lied auf der Harmonika zu spielen, zu rauchen und zu tanzen. Er blieb bis zum Juli 1936 bei Singers Truppe. Dann trennten sich die Singer’s Midgets von vier ihrer gefährlichen Elefanten. Ziggy kam in den Brookfield Zoo, wo er den Rest seines Lebens verbrachte. Nachdem er 1941 in der Musth seinen Pfleger angegriffen hatte, verbrachte er fast 30 Jahre angekettet im Inneren des Elefantenhauses. Erst 1970 durfte er wieder einen kurzen Gang an die frische Luft antreten. Einer Kampagne in der Öffentlichkeit verdankte er dann den Bau eines neuen Geheges, in dem er sich in seinen letzten Jahren auch wieder im Freien bewegen konnte. Nach einem Sturz in einen Graben, aus dem er über 24 Stunden lang nicht befreit werden konnte, erholte sich der alte Elefant nicht mehr vollständig. Er wurde im Oktober 1975 tot in seinem Stall gefunden.

## Anekdoten und Vorfälle
Über Ziggy sind zahlreiche Anekdoten im Umlauf. So soll er schon als 210 Pfund schweres Kalb durch ein Gewächshaus auf Long Island getrampelt sein und eine Kindergesellschaft in Angst und Schrecken versetzt haben. Auf einer Zirkustour soll der Elefant während der Zeit der Prohibition hinter einer Stallwand in Milwaukee ein illegales Whiskylager entdeckt haben, das 60000 Dollar wert war. Der Zirkus musste die Stadt verlassen, nachdem sich herausgestellt hatte, dass Honoratioren der Stadt in den Fall verwickelt waren. 1936 entkam er in San Diego und soll dabei einen Musiker mit dem Rüssel ergriffen und weggeschleudert haben, was angeblich zum Tode des Mannes führte. Dieser Vorfall, der z. B. in einem Artikel über den Tod des Elefanten in der Palm Beach Post erwähnt wird, wird von anderen Quellen aber bestritten. Captain Charles Becker, der zu diesem Zeitpunkt erkrankt war, wurde gerufen, um den Elefanten wieder einzufangen. Ziggy wurde nach diesem Vorfall für 800 Dollar an den Zoo in Brookfield verkauft. Dort konnte ihm im ersten Jahr niemand so nahe kommen, dass er ihn hätte losketten und ins Außengehege bringen können. Der Elefantentrainer George („Slim“) Lewis wurde herangezogen, um das Tier in den Griff zu bekommen. Doch am 26. April 1941 griff Ziggy Lewis an, der mit viel Glück in den Zwischenraum zwischen den Stoßzähnen Ziggys rollen konnte, als der Elefant diese in den Boden bohrte, und schließlich entkommen konnte.
Lewis verließ nach diesem Vorfall den Zoo und der Elefant wurde für die nächsten Jahrzehnte in einem Stallgebäude an die Kette gelegt. Zu einer Wiederbegegnung mit seinem Opfer kam es erst, nachdem der neue Zoodirektor Peter Crowcroft in den späten 1960er Jahren, durch zahlreiche Briefe bewegt, eine Kampagne zum Umbau des Elefantengeheges gestartet hatte. Im Jahr 1970 führte Lewis Ziggy im Rahmen einer „Versöhnungsveranstaltung“ an die frische Luft; der Elefant kehrte allerdings nach 40 Minuten um und zog sich wieder ins Gebäude zurück. Dennoch hatte diese Aktion eine durchschlagende Wirkung. The Ziggy Fund, eine Stiftung zum Bau eines geeigneten Geheges, wurde gegründet, und die Öffentlichkeit nahm regen Anteil am Schicksal des Elefanten. Kinder spendeten ebenso Geld wie Soldaten in Vietnam; ein Buch über Ziggy, den angeblich größten Elefanten der Welt, wurde veröffentlicht und ein Autohändler spendete den Rest, sodass der Elefantenbulle schließlich sein persönliches Außengehege in Besitz nehmen konnte, das er allerdings nicht mehr lange nutzen konnte. Im März 1975 stürzte er, als er während Renovierungsarbeiten am Innengehege ein Ersatzquartier hatte beziehen müssen, in einen acht Fuß tiefen Graben, aus dem er erst einen Tag später wieder befreit werden konnte. Im Herbst darauf starb er.
Nach Ziggys Tod im Jahr 1975 stellte sich die Frage, was mit dem Leichnam geschehen sollte. Der Zootierarzt gab frühzeitig zu bedenken, dass das Tier vermutlich gar nicht am Stück aus dem Gebäude entfernt werden könne, und meinte zunächst, Ziggy werde vielleicht auf dem Gelände des Zoos bestattet werden und ein Denkmal erhalten. Schließlich erhielt das Field Museum in Chicago Ziggys Knochen. Sein Penis war allerdings so unhandlich, dass er in keine Vitrine passte. Ziggys Überreste befinden sich mittlerweile im Depot des Museums. Im Lizzandro Museum of Lapidary Arts in Elmhurst (Illinois) wurde ein Monument für Ziggy aufgestellt. Der Elefant aus Obsidian ist mit Stoßzähnen ausgestattet, die aus Ziggys Originalzähnen geschnitzt wurden.